# Sonda Supermercados
Sonda Supermercados é uma rede de supermercados do Brasil, cuja sede localiza-se em São Paulo. É uma das maiores do Brasil, e a 5.ª maior no estado de São Paulo.

## História
O grupo remonta à década de 1960, na cidade de Erval Grande, no Rio Grande do Sul, a uma sociedade familiar constituída por Andréa Sonda e seus filhos, Alcides, Vilamir, Idi e Delcir. Os Sonda comercializavam produtos alimentícios, tecidos e implementos agrícolas, abastecendo as famílias de agricultores que se dedicavam ao plantio de feijão e trigo, principais culturas da região à época.
No final da década transferiram-se para Erechim onde, em 1974, inauguraram o primeiro supermercado.
A segunda unidade foi inaugurada em 1980, no Jaçanã, em São Paulo, cidade onde seriam inaugurados outras onze lojas, a mais recente em São Paulo, inaugurada em 2019. Atualmente o grupo integra 34 lojas com a bandeira Sonda no estado de São Paulo, sete lojas com a bandeira Cobal e uma loja virtual, o Sonda Delivery.